# Pierre-Yves Fux
 (janvier 2022).
Si vous disposez d'ouvrages ou d'articles de référence ou si vous connaissez des sites web de qualité traitant du thème abordé ici, merci de compléter l'article en donnant les références utiles à sa vérifiabilité et en les liant à la section « Notes et références ».
Pour les articles homonymes, voir Fux.
Pierre-Yves Fux, né le 2 juillet 1967 à Genève, est un philologue, auteur et diplomate suisse.

## Biographie
Pierre-Yves Fux est ambassadeur de Suisse en République de Chypre (depuis 2018). Il a précédemment été ambassadeur près le Saint-Siège.
Il a étudié et enseigné à l'université de Genève, où il a soutenu une thèse sur le poète Prudence intitulée Les sept passions de Prudence : (Peristephanon 2. 5. 9. 11–14) : introduction générale et commentaire. Il a publié en 2013 le commentaire des autres poèmes du Peristephanon, et est l'auteur d'autres articles et textes dans le domaine de l'Antiquité, notamment sur des écrivains chrétiens. Outre son doctorat ès lettres, il est titulaire d'un DEA de l'École pratique des hautes études, 4e section, « Méthodes de l'histoire et de l'archéologie » ; 1992), d'un diplôme postgrade de la Scuola vaticana di paleografia greca (1995) et d'un DES de philosophie de l'université de Genève (La métaphysique médiévale dans le contexte juif, islamique et chrétien, 1995). Il a été membre de l'Institut suisse de Rome (1995).
En 1996, il est entré dans le service diplomatique de la Confédération. Outre des fonctions au Département fédéral des affaires étrangères (DFAE : 1998-2001, 2007-2013), il a occupé des postes à Tel-Aviv (1997-1998), Tokyo (2002-2005), Téhéran (2005-2007) et Amman (2014). Il a publié des articles sur Israël et sur le conflit israélo-palestinien.
Il fut l'un des organisateurs, pour le compte des autorités suisses, du colloque scientifique international d'Alger et Annaba (2001) sur l'africanité et l'universalité de saint Augustin, dont il a co-édité les Actes (Augustinus Afer).
Il a été ambassadeur en Slovénie (2014-2018), période durant laquelle il a accueilli les visites bilatérales de la présidente de la Confédération Simonetta Sommaruga (2016) et du conseiller fédéral (ministre des Affaires étrangères) Didier Burkhalter (2017), et accompagné la visite en Suisse du président de la République Borut Pahor (20 juin 2018).
Il soutient et pratique la langue latine y compris comme langue parlée. En 2018, il a donné une conférence en latin à l'université pontificale salésienne sur l'invention du web au CERN et il a annoncé dans cette langue la visite du pape François à Genève dans une interview de la Télévision suisse romande (RTS).
Durant son mandat au Saint-Siège (2014-2018), il a accueilli les visites du conseiller fédéral Alain Berset (2015), des présidents de la Confédération Johann Schneider-Ammann (2016) Doris Leuthard (2017) et Alain Berset (2018). Il a organisé et accompagné la visite du pape François à Genève le 21 juin 2018.
Il a conservé son mandat près le Saint-Siège jusqu’en novembre 2018, tout en assumant celui d’ambassadeur en République de Chypre, à partir du printemps de cette même année et jusqu'en juillet 2022. À partir d'août 2022, il est ambassadeur de Suisse en Algérie. 

## Décorations
- Commandeur de l'Ordre équestre du Saint-Sépulcre de Jérusalem (2019,  Vatican)

## Publications

### Livres
- Les Portes Saintes, Ad Solem Genève 1999,  (ISBN 2-940090-46-7)
- (co-édition) Augustinus Afer, Editions Universitaires Fribourg Suisse 2000,  (ISBN 2-8271-0943-3)
- Les sept Passions de Prudence (Peristephanon 2. 5. 9. 11–14). Introduction générale et commentaire, Fribourg (Paradosis 46) 2003,  (ISBN 2-8271-0957-3)
- Paix et guerre chez saint Augustin, Paris Migne 2010,  (ISBN 2-908587-62-9)
- La main tendue : Jean-Paul II en Terre sainte, Éditions de L’Œuvre, Paris, 2011,  (ISBN 2-35631-099-1)
- Prudence et les martyrs : hymnes et tragédie (Peristephanon 1. 3-4. 6-8. 10), Commentaire, Fribourg (Paradosis 55) 2013,  (ISBN 2-8271-1076-8)
- Les pas de saint Martin, éd. Saint-Léger 2018,  (ISBN 978-2-36452-392-0)
- (avec Elise Cairus) Pape et pèlerin, François à Genève. "Il répandra sur nous l'Esprit d'unité", Slatkine, Genève, 2020  (ISBN 978-2-83210-972-4)
- Parlez-vous le Vatican ? Petit dictionnaire des mots du Saint-Siège, Cerf, Paris, 2021  (ISBN 978-2-204-14374-5)

### Articles
- (avec Pierre Monod) : Israel, ein wirtschaftlicher Sonderfall in Volkswirtschaft 70/8 (1997), p. 22-28
- (avec Pierre Monod) : Israël, Sonderfall économique in La Vie économique 70/8 (1997), p. 22-28
- « Droits de l'homme au Proche-Orient et en Afrique du Nord : défis régionaux. Éléments de réflexion », Politorbis (Berne, Département fédéral des affaires étrangères) 2/2000, p. 14-16
- « Manifester l’africanité et l’universalité de saint Augustin », Saint Augustin : Africanité et universalité. Actes du colloque international Alger-Annaba, 1-7 avril 2001, Augustinus Afer, Paradosis 45/2, Fribourg 2003, p. 469-474
- « Africanité et universalité de saint Augustin : d’une rive à l’autre de la Méditerranée », Dialogue entre les Civilisations, Actes des conférences prononcées au Palais des Nations 2001-2002, Nations unies 2002, p. 123-143
- (avec Mirko Zambelli) : Mise en œuvre de la Quatrième Convention de Genève dans les territoires palestiniens occupés : historique d'un processus multilatéral (1997-2001) in Revue internationale de la Croix-Rouge = International review of the Red Cross, 84/661 (2002), p. 661-696
- « Les patries des martyrs : doctrines et métaphores chez les poètes Damase, Ambroise, Paulin de Nole et Prudence », in Saint Maurice et la Légion thébaine. Actes du colloque, 17-20 sept. 2003, Paradosis 49, Fribourg (Academic Press) 2005, p. 365-375

### Introductions et préfaces
- Louis Laneau, Rencontre avec un sage bouddhiste, Ad Solem Genève 1998,  (ISBN 2940090254)
- Roger Liggenstorfer, « Archivio della Nunziatura di Lucerna » im Vatikanischen Geheimarchiv, Inventar, André-Jean Marquis (†), Urban Fink und Carlotta Benedetti, 2017, p. XXXV, 372, tav. 12  (ISBN 978-88-98638-04-8)
- Lorenzo Planzi, Il collegio Papio di Ascona. Da Carlo Borromeo alla Diocesi di Lugano, Armando Dadò ed., 2018  (ISBN 978-88-8281-499-1)